# Болен, Петер фон
Петер фон Болен (нем. Peter von Bohlen; 9 марта 1796, Вангерланд, Нижняя Саксония — 6 февраля 1840, Галле) — немецкий востоковед, индолог, педагог, профессор Кёнигсбергского университета. Доктор наук. Один из пионеров санскритологии в Германии.

## Биография
Родился в бедной крестьянской семье. Первые годы своей жизни провел в скудном финансовом положении. Однако его таланты и настойчивость привлекли внимание, и он был принят в гамбургскую гимназию. Позже изучал восточные языки в университетах Галле и Бонна. Ученик Георга Фрейтага и Августа Шлегеля.
В 1825 году был назначен экстраординарным, а в 1830 году – ординарным профессором восточной литературы в Кёнигсбергском университете.

## Научная деятельность
Автор ряда трудов, которые подтверждают его высокое положение среди ученых-востоковедов. Большую известность снискал себе своей книгой «Das alte Indien» (Кенигсберг, 1830, 2 т.). Кроме того, издал и перевел с санскритского «Притчи» (Бхартрихари Sententiae, Берл., 1833) и Калидаса
«Rutisanhâra» (Лейпц., 1840), писал об арабской поэзии, зендском языке, буддизме и т. д.янв. 1840 г. в Галле. €Его автобиография издана И. Фойхтом (2 изд., Кенигсб., 1842).
Подробности жизни Болена даны с большой подробностью и честностью в его «Автобиографии» (Кенигсберг, 1841).